# Steve Kuberski
Stephen Phil "Steve" Kuberski (Moline, Illinois, 6 de noviembre de 1947) es un exjugador de baloncesto estadounidense que jugó durante nueve temporadas en la NBA. Con 2,03 metros de estatura, lo hacía en la posición de ala-pívot.

## Trayectoria deportiva

### Universidad
Jugó durante dos temporadas con los Fighting Illini de la Universidad de Illinois, en las que tuvo muy pocas oportunidades de juego. En 1967 fue transferido a los Braves de la Universidad Bradley, donde tras pasar la preceptiva temporada sin jugar, en su único año completo en el equipo promedió 23,0 puntos y 10,1 rebotes por partido, que le valieron para ser elegido en el segundo mejor quinteto de la Missouri Valley Conference.

### Profesional
Fue elegido en la quincuagésimo segunda posición del Draft de la NBA de 1969 por Boston Celtics, y también por los Carolina Cougars en el draft de la ABA, fichando por los primeros. En el equipo de Tom Heinsohn jugó durante 5 temporadas, como suplente del titular Dave Cowens. Su mejor temporada a nivel estadístico fue la 1970-71, en la que promedió 9,3 puntos y 6,6 rebotes por partido actuando como sexto hombre.
En 1974 lograría su primer anillo de campeón de la NBA, tras derrotar a los Milwaukee Bucks de Kareem Abdul Jabbar y Oscar Robertson en el séptimo y definitivo partido de las Finales. Kuberski colaboró en la temporada regular con 5,1 puntos y 3,0 rebotes por partido.
Al año siguiente entró en el draft de expansión por la llegada de nuevos equipos a la liga, siendo elegido por los New Orleans Jazz, quienes lo usaron como moneda de cambio traspasándolo a Milwaukee Bucks a cambio de Russell Lee. En los Bucks dispuso de pocas oportunidades de juego en la temporada que pasó allí, jugando poco más de 8 minutos por partido, en los que apenas promedió 2,8 puntos y 2,1 rebotes. Al término de la misma fue despedido, fichando por Buffalo Braves, donde sólo jugó 10 partidos antes de ser cortado, siendo repescado por los Celtics, quienes lo ficharon como agente libre.
En los Celtics volvió a desempeñar el papel de dar minutos de descanso a los titulares Cowens y Paul Silas, pero la temporada resultó fructífera, ya que logró su segundo anillo de campeón derrotando a Phoenix Suns en una polémica final. Kuberski aportó 5,4 puntos y 3,9 rebotes por partido. Jugó una temporada más con el equipo de Massachusetts, siendo despedido poco después de comenzada la temporada 1977-78, optando por retirarse definitivamente.

## Estadísticas de su carrera en la ABA
|  | Denota temporadas en las que ganó el Campeonato de la NBA |

### Temporada regular
| Año     | Equipo    | PJ  | PT | MPP  | %TC  | %3P | %TL   | RPP | APP | ROB | TPP | PPP |
| ------- | --------- | --- | -- | ---- | ---- | --- | ----- | --- | --- | --- | --- | --- |
| 1969–70 | Boston    | 51  | –  | 15.6 | .388 | –   | .696  | 5.0 | 0.6 | –   | –   | 6.4 |
| 1970–71 | Boston    | 82  | –  | 22.8 | .420 | –   | .727  | 6.6 | 1.0 | –   | –   | 9.3 |
| 1971–72 | Boston    | 71  | –  | 15.9 | .417 | –   | .784  | 4.5 | 0.6 | –   | –   | 6.3 |
| 1972–73 | Boston    | 78  | –  | 9.8  | .403 | –   | .774  | 2.5 | 0.3 | –   | –   | 4.4 |
| 1973–74 | Boston    | 78  | –  | 12.6 | .427 | –   | .775  | 3.0 | 0.5 | 0.1 | 0.1 | 5.1 |
| 1974–75 | Milwaukee | 59  | –  | 8.8  | .390 | –   | .786  | 2.1 | 0.6 | 0.2 | 0.1 | 2.8 |
| 1975–76 | Buffalo   | 10  | –  | 8.5  | .412 | –   | 1.000 | 2.5 | 0.3 | 0.1 | 0.2 | 1.7 |
| 1975–76 | Boston    | 60  | –  | 14.7 | .467 | –   | .895  | 3.9 | 0.7 | 0.2 | 0.2 | 5.4 |
| 1976–77 | Boston    | 76  | –  | 11.3 | .420 | –   | .759  | 2.8 | 0.5 | 0.1 | 0.1 | 4.3 |
| 1977–78 | Boston    | 3   | –  | 4.7  | .250 | –   | .000  | 2.0 | 0.0 | 0.3 | 0.0 | 0.7 |
| Total   | Total     | 568 | –  | 13.9 | .417 | –   | .767  | 3.8 | 0.6 | 0.1 | 0.1 | 5.5 |

### Playoffs
| Año   | Equipo | PJ | PT | MPP  | %TC  | %3P | %TL  | RPP | APP | ROB | TPP | PPP  |
| ----- | ------ | -- | -- | ---- | ---- | --- | ---- | --- | --- | --- | --- | ---- |
| 1972  | Boston | 11 | –  | 19.8 | .552 | –   | .842 | 5.7 | 0.3 | –   | –   | 11.6 |
| 1973  | Boston | 12 | –  | 7.9  | .413 | –   | .700 | 1.2 | 0.3 | –   | –   | 3.8  |
| 1974  | Boston | 9  | –  | 7.7  | .200 | –   | .500 | 2.2 | 0.2 | 0.1 | 0.1 | 1.7  |
| 1976  | Boston | 18 | –  | 12.9 | .469 | –   | .808 | 2.8 | 0.9 | 0.0 | 0.2 | 5.4  |
| Total | Total  | 50 | –  | 12.3 | .460 | –   | .774 | 3.0 | 0.5 | 0.0 | 0.1 | 5.7  |